# Distrito Escolar Metropolitano de Madison
El Distrito Escolar Metropolitano de Madison (MMSD) es un distrito escolar público con sede situado en Madison, Wisconsin. Sirve a las ciudades de Madison y Fitchburg, los pueblos de Shorewood Hills y Maple Bluff, y los pueblos de Blooming Grove y Burke.
El distrito escolar incluye cuatro escuelas preparatorias integrales y dos escuelas preparatorias alternativas, 12 escuelas secundarias y 32 escuelas primarias, para un total de 52 escuelas.

## Información general
Desde el año escolar 2020-2021, el distrito sirve a 26,121 estudiantes,   lo que lo convierte en el segundo distrito más grande de Wisconsin. Tiene 52 escuelas, incluyendo a 32 escuelas primarias (grados K-5), 12 escuelas secundarias (grados 6-8) y 6 escuelas preparatorias (grados 9-12). El distrito también ofrece programas de infancia y programas alternativos en el nivel preparatoria. 
El distrito cubre aproximadamente 65 millas cuadradas (168,4 km²), incluyendo la mayoría de las ciudades de Madison y Fitchburg, los pueblos de Maple Bluff y Shorewood Hills, y los pueblos de Blooming Grove y Burke.
En un esfuerzo por motivar la participación de los estudiantes, se formó el Senado Estudiantil de Madison (MSS). Ocho representantes de cada escuela secundaria (incluyendo alternativas afiliadas) reúnan bisemanalmente con miembros de la junta para discutir y cambiar las políticas del distrito para beneficiar a los estudiantes de Madison.

## Historia
La primera escuela pública de Madison impartió clases en 1838 en la casa de Isaac H. Palmer, con la maestra Louisa Brayton. El distrito fue reconocido por el gobierno en diciembre de 1841. Después de la incorporación del pueblo de Madison en 1846, se organizó una junta de educación y se eligió a Damon Kilgore, un maestro de dos años, como su primer superintendente.

### Primera escuela secundaria
Según la Sociedad Histórica del Condado de Dane, la primera escuela secundaria pública (Madison Central High School (Wisconsin)) se creó en 1853 en el sótano de una iglesia metodista, con 90 estudiantes y solo un maestro. En los años siguientes, tuvo varios nombres, comenzando como Madison High School, con graduados como el arquitecto famoso Frank Lloyd Wright. Luego en 1922, después de la fundación de una nueva escuela preparatoria llamada Madison East High School, Madison High School cambió su nombre para incluir "central" en el título. La artista famosa Georgia O'Keeffe asistió a Central High School. En 1965, el nombre se cambió a Central-University High School hasta su cierre en 1969.